# Nekropole von Li Curuneddi

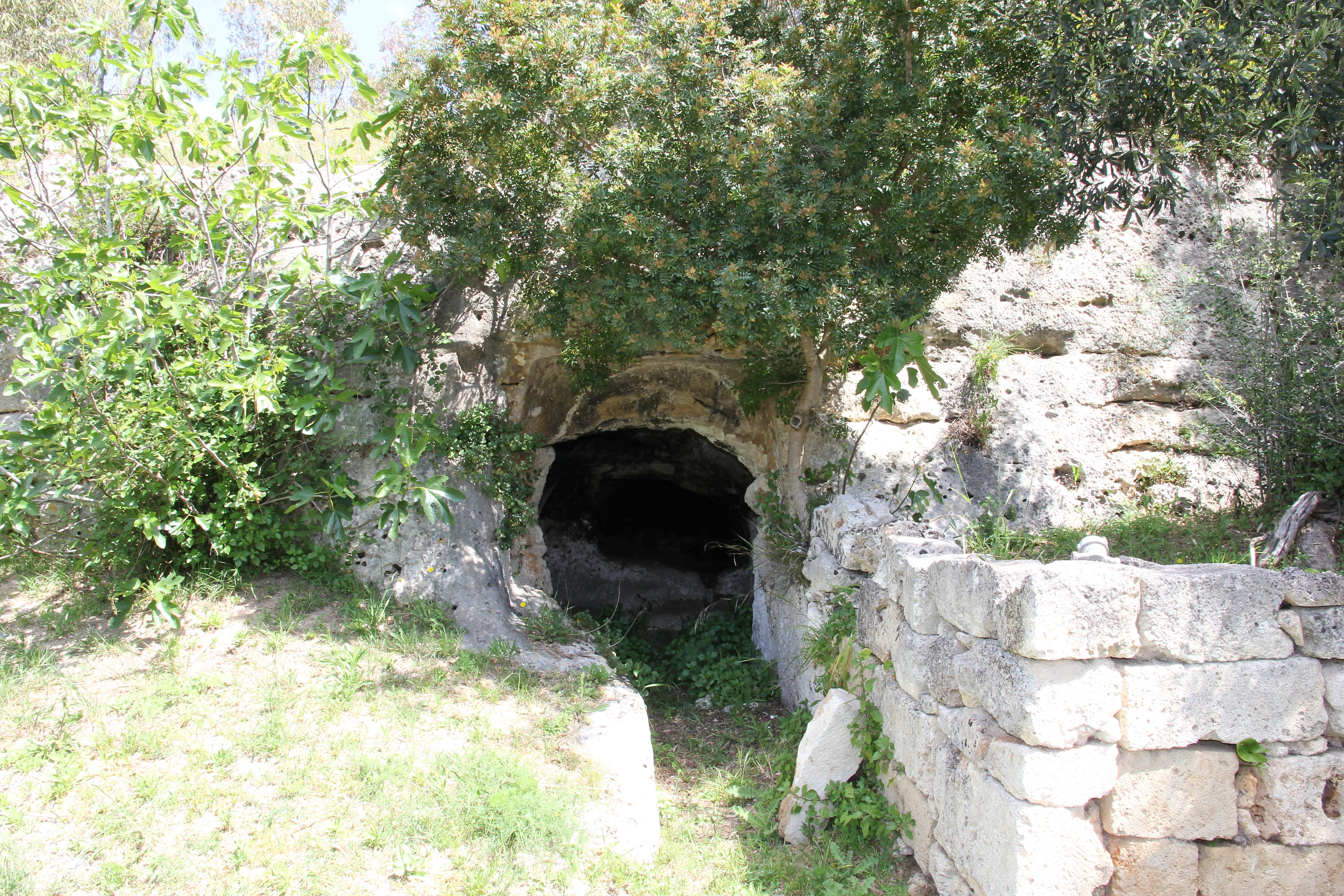
Nekropole von Li Curuneddi

Die Nekropole von Li Curuneddi liegt bei La Landrigga, westlich von Sassari in der Metropolitanstadt Sassari auf Sardinien. Die Nekropole befindet sich an einer Geländestufe, die das Wasser in die Kalksteinoberfäche der Nurra gegraben hat.
Das einzigartige Hypogäum war im späten Neolithikum eine Nekropole mit einer nicht mehr feststellbaren Anzahl von Domus de Janas, die zumeist zerstört bzw. stark verändert wurden. Aus vielen Domus de Janas wurde in byzantinischer Zeit eine Felsenkirche gebaut, in der die ursprünglichen Kammern zu einem einzigen Raum verschmolzen, dessen Decke durch stehen gelassene Säulen getragen wird. Die tiefen Breschen und Nischen, die in den Wänden erhalten sind, sind vermutlich Reste der ehemaligen Gestaltung. In der Folgezeit scheint das Hypogäum als Lager für Wein verwendet worden zu sein. Die zwei runden Tanks belegen dies.
Das Haupthypogäum liegt auf privatem Grund und ist zugänglich. Das wichtige Grab befindet sich am Fuß der Böschung der Strada Provinciale ex-SS 291. Das von besonderen Steinarbeiten eingerahmte große Portal ermöglicht einen bequemen Zugang. Auf der rechten Seite sind die typischen Nischen zahlreicher Domus zu sehen. Einige Stufen führen hinunter in den großen (tiefer gelegten) Raum, wo es Dekorationen und so viele Accessoires gibt, dass der Eindruck entsteht, dass das Hypogäum zu Wohnzwecken genutzt wurde. An der Wand vor dem Portal befindet sich eine Nische, die an einen Opferaltar erinnert.
In der Nähe liegt das Felsgrab von Molafa.